# Nora Gjakova
Nora Gjakova (Pronúncia albanesa: [noˈɾa ɟaˈkova]; Gjakova, 17 de agosto de 1992) é uma judoca kosovar, campeã olímpica.

## Carreira
Gjakova esteve nos Jogos Olímpicos de Verão de 2020 em Tóquio, onde participou do confronto de peso ligeiro, conquistando a medalha de ouro após derrotar a francesa Sarah-Léonie Cysique.